# مركز الأبحاث الطبية بجامعة الملك سعود
مركز الأبحاث الطبية بجامعة الملك سعود وهو مركز اطلقة مركز الأمير نايف بن عبد العزيز للأبحاث الصحية بالمدينة الطبية بجامعة الملك سعود وهو مركز خاص بدعم الأبحاث الإكلينيكية، بالتعاون مع إحدى الشركات العالمية المتخصصة في هذا المجال، ومشاركة عدد من المؤسسات المتخصصة بالمملكة.

## نبذة
ذكر المدير العام التنفيذي للمدينة الطبية بجامعة الملك سعود الدكتور عبد الرحمن المعمر : إن المشروع سيمهد الطريق لانطلاق مشروع مركز تميز أبحاث إكلينيكية لسد حاجة المملكة لمثل هذه الأبحاث المتخصصة، حيث أن هذه الأبحاث تتخذ أهمية عالية كونها تعد مرحلة من مراحل اكتشاف أي دواء معين في معامل التجارب المبدئية إلى أن تطبق على الواقع حيث تحتاج أن تمر بمراحل عديدة.
وأوضح أن وجود كمية هائلة من الأدوية الحديثة التي يتم اكتشافها وتمس كثير من الأمراض المنتشرة في المملكة كالضغط والسكري وأمراض القلب وغيرها، كان من أسباب الحاجة لإنشاء مركز متخصص لهذا النوع من الأبحاث، مبينًا أن من أهداف المركز استقطاب الأبحاث ذات القيمة العلمية المتركزة على دراسة الأدوية المستوردة لمعرفة مدى ايجابية وسلبية تلك الأدوية، إضافة إلى تعزيز مشاركة القطاع الخاص في دعم الأبحاث العلمية، وتطوير البيئة العلمية والبحثية في المدينة الطبية وجامعة الملك سعود.
من جهته نوه مدير مركز الأمير نايف بن عبد العزيز للأبحاث الصحية الدكتور عبد الله بن محمد الدهمش، بأهمية مشروع بناء نظام دعم الأبحاث الإكلينيكية واصفا إياه بأنه نواة لمركز متخصص في الأبحاث السريرية يسهم في تطوير البحث العلمي والخدمات الصحية، وتوفير علاجات جديدة للمرضى المحتاجين، وتخفيض الهدر المالي نتيجة استيراد المملكة كميات من الدواء سبق اختبارها وتجربتها من قبل الشركات المصنعة على مرضى من خلفيات عرقية مختلفة عن عرقيات مواطني المملكة بشكل خاص والوطن العربي بشكل عام.
وتوقع الدهمش انعكاسات ايجابية للمشروع على الصعيد الاجتماعي حيث سيتيح فرصاً وظيفية عديدة للمواطنين والمواطنات في هذا القطاع الحيوي، وأشاد بدعم الهيئة العامة للغذاء والدواء للمشروع.

## مكونات المركز
وقال العثمان إن المبنى المزمع إقامته يتكون من خمسة أدوار بمجموع مسطحات تبلغ 28500 متر مربع منها دورين قبو مساحة كل دور 7000 متر مربع تقريباً تم تخصيص دور القبو الثاني كمواقف سيارات، ودور القبو الأول مستودعات مركزية، فيما تبلغ مساحة الأدوار العليا 3600 متر مربع لكل دور عبارة عن معامل متخصصة لأبحاث العلوم الصحية، ويأتي المبنى على أرض مساحتها 12000 متر مربع كمرحلة أولى للمشروع، فيما يبلغ ارتفاع كل دور 5 امتار بحيث يكون الارتفاع الكلي للمبنى فوق الأرض 30متر.